# Susanthika Jayasinghe
Susanthika Jayasinghe (født 17. december 1975 i Atnawala på Sri Lanka) er en srilankisk atlet.
Jayasinghe voksede op i en fattig familie nord for hovedstaden Colombo. 
Efter at have vundet en sølvmedalje under VM i 1997 flyttede hun til USA for at træne der.
Under OL 2000 i Sydney fik Jayasinghe Sri Lankas første OL-medalje siden 1948 da hun fik en bronzemedalje i 200-meter-løb efter Marion Jones og Pauline Davis-Thompson. Jones blev senere diskvalificeret for doping. 9. december 2009 besluttede IOK at Pauline Davis-Thompson var guldmedaljevinderen og sølvmedaljen gik til Jayasinghe i 200-meter-løb for damer under sommer-OL 2000 i Sydney.

## Personlige rekorder
- 100 meter: 11,04  (Yokohama 2000)
- 200 meter: 22,28  (Sydney 2000)
- 50 meter, indendørs: 6,31  (Liévin 2001), asiatisk rekord
- 60 meter, indendørs: 7,09  (Stuttgart, 1999), asiatisk rekord
- 200 meter, indendørs: 22,99  (Lisboa, 2001), asiatisk rekord